# Argentré
Argentré is een gemeente in het Franse departement Mayenne (regio Pays de la Loire). De plaats maakt deel uit van het arrondissement Laval. Argentré telde op 1 januari 2022 2.908 inwoners.

## Geografie
De oppervlakte van Argentré bedroeg op 1 januari 2022 36,77 vierkante kilometer; de bevolkingsdichtheid was toen 79,1 inwoners per km².

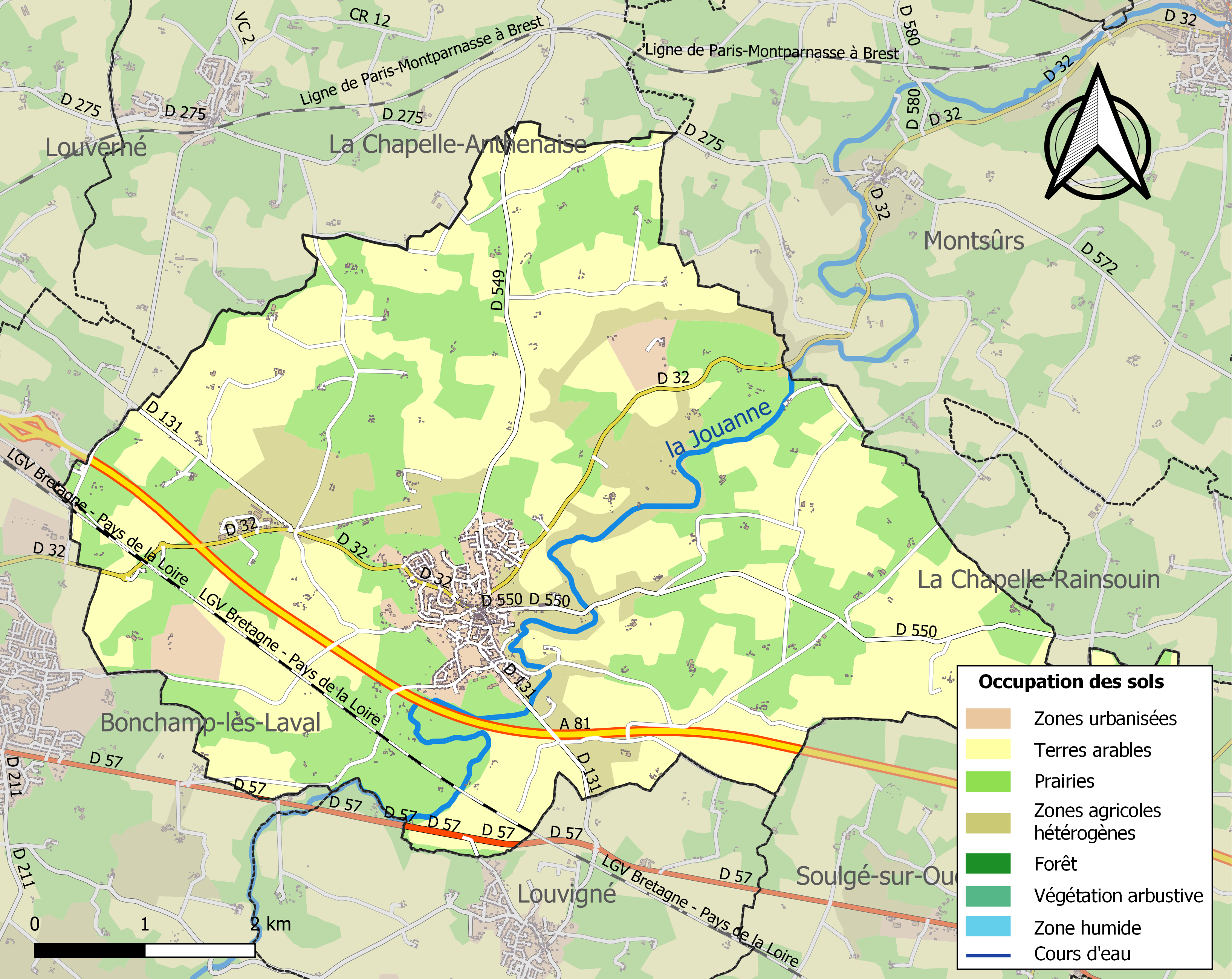
Kaart van de gemeente met de belangrijkste infrastructuur, bodemgebruik en omliggende gemeenten

## Demografie
Onderstaande figuur toont het verloop van het inwonertal (bron: INSEE-tellingen).